# Pachybrachyiulus hamuliger
Pachybrachyiulus hamuliger är en mångfotingart som beskrevs av Karl Wilhelm Verhoeff 1932. Pachybrachyiulus hamuliger ingår i släktet Pachybrachyiulus och familjen kejsardubbelfotingar. Inga underarter finns listade i Catalogue of Life.